# 沢山美果子
沢山 美果子（さわやま みかこ、1951年2月 - ）は、日本の歴史学者。専攻は日本史（近世女性史）。現在は岡山大学大学院社会文化科学研究科に客員研究員として籍を置き、岡山大学、ノートルダム清心女子大学において非常勤講師を務める。

## 概略
1973年、福島大学教育学部中学校教員養成課程卒業。1975年、お茶の水女子大学大学院教育学研究科修士課程修了、1979年同大学院人間文化研究科人間発達学博士課程単位取得満期退学。1998年に学位論文「出産と身体の近世」で博士（学術）。先行研究の少ない、日本近世における農村の性に関する実証的研究を行っている。
1979年東京都婦人情報センター専門員、1980年岡山理科大学非常勤講師、1982年順正短期大学（現・吉備国際大学短期大学部）幼児教育科助教授ののち、同教授を歴任。2008年に順正短期大学を退職し、岡山大学非常勤講師に就任。
1989年に両備聖園記念賞を、1999年には『出産と身体の近世』で女性史青山なを賞を受賞した。

## 主な著作

### 単著
- 『出産と身体の近世』（勁草書房、1998年）
- 『性と生殖の近世』（勁草書房、2005年）
- 『江戸の捨て子たち：その肖像』（吉川弘文館、2008年）
- 『近代家族と子育て』（吉川弘文館、2013年）
- 『江戸の乳と子ども　いのちをつなぐ』吉川弘文館・歴史文化ライブラリー、2016年
- 『性からよむ江戸時代』岩波新書、2020

### 共編著
- 『性を考える：わたしたちの講義』（上野輝将、西山良平、 倉地克直、田中貴子、 妻鹿淳子と共著、1997年）
- 『成熟と老い』 （安井信子、今関敏子と共著、世界思想社、1998年）
- 『男と女の過去と未来』 （倉地克直と共編、世界思想社、2000年）
- 『家族はどこへいく』（岩上真珠、立山徳子、赤川学と共著、青弓社、2007年）
- 『働くこととジェンダー』（倉地克直と共編、世界思想社、2008年）
- 『保護と遺棄の子ども史』橋本伸也共編 昭和堂[叢書・比較教育社会史] 2014

## 論文
- <沢山美果子